# Vaccinium tenerellum
Vaccinium tenerellum är en ljungväxtart som beskrevs av Herman Otto Sleumer. Vaccinium tenerellum ingår i Blåbärssläktet, och familjen ljungväxter. Inga underarter finns listade i Catalogue of Life.